# Pizzo di Campello
Pizzo di Campello är en bergstopp i Schweiz.   Den ligger i distriktet Blenio och kantonen Ticino, i den sydöstra delen av landet, 120 km öster om huvudstaden Bern. Toppen på Pizzo di Campello är 2 660 meter över havet, eller 240 meter över den omgivande terrängen. Bredden vid basen är 2,7 km.
Terrängen runt Pizzo di Campello är huvudsakligen bergig, men åt nordväst är den kuperad. Närmaste större samhälle är Acquarossa, 11,2 km sydost om Pizzo di Campello. 
I omgivningarna runt Pizzo di Campello växer i huvudsak blandskog. Runt Pizzo di Campello är det glesbefolkat, med 16 invånare per kvadratkilometer.